# Kölner Festungsmuseum
Das Kölner Festungsmuseum  ist ein ehrenamtlich betriebenes, zum Teil noch im Aufbau befindliches Museum, das die gesamten preußischen Festungsanlagen in Köln dokumentieren und präsentieren will. Das Museum existiert seit 2004 im Zwischenwerk VIII b im ehemaligen äußeren Festungsring Köln im Kölner Stadtteil Marienburg.

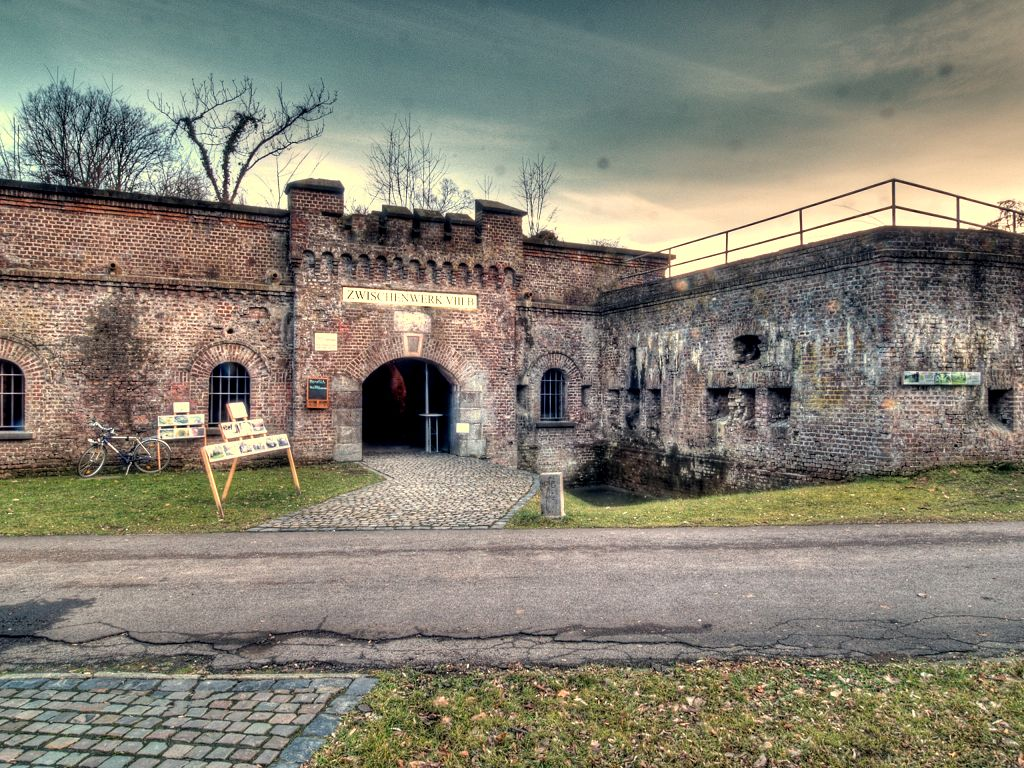
Eingangsportal der Kehlkaserne

## Lage

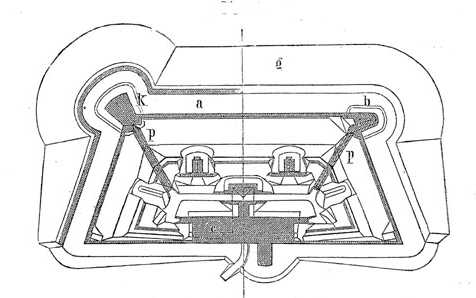
Typischer Grundriss eines Biehlerschen Zwischenwerkes – entspricht größtenteils dem Zwischenwerk VIII b

Das Museum befindet sich an der Militärringstraße, unweit des Heinrich-Lübke-Ufers im Kölner Stadtteil Marienburg. Das Festungsmuseum ist Teil des Rodenkirchener Kulturpfads und wird eingebunden in den Kölner Rundwanderweg, den Kölnpfad, die beide viele Natur- und Kultursehenswürdigkeiten verbinden.

## Führungen
Die regelmäßig an zwei Tagen im Monat stattfindenden ca. 1,5-stündigen Führungen zeigen zuerst das Außengelände mit Park- und Grabenanlagen, den Skulpturenpark und den ehemaligen Rosengarten. Anschließend findet eine Vorführung der letzten in Deutschland erhaltenen Klappbrücke statt. Die Führung setzt sich im Inneren des Werkes fort, wo die einzelnen Räumlichkeiten von der Wache bis zur Pulverkammer erklärt werden.

## Geschichte
Das am Marienburger Rheinufer gelegene Zwischenwerk VIII b bildet den südlichen linksrheinischen Abschluss des Äußeren Festungsgürtels, der sich entlang der Militärringstraße erstreckte und die Stadt Köln zwischen 1873 und 1918 vor feindlichen Angriffen schützen sollte. Bewaffnet war die Anlage mit einer langen 15 cm Ringkanone und drei 9 cm Kanonen C/73, stationiert waren im Zwischenwerk im Kriegszustand etwa 150 Soldaten.
Das Zwischenwerk wurde 1876 als Biehlersches Schemafort zur Rheinverteidigung erbaut, nach der Brisanzgranatenkrise wurde 1887–1891 die Kehlkaserne mit Sandpolster und Stampfbetonauflage verstärkt. Nach dem Ersten Weltkrieg wurde das Werk dem Friedensvertrag von Versailles gemäß 1926 als letztes Fort in Köln zum Teil geschleift. Allerdings blieben hier Elemente wie der umlaufende Graben mit fast vollständig (bis auf eine Bresche) erhaltener Kontereskarpe, die Kehlkaponniere und die Klappbrücke im Gegensatz zu anderen Kölner Festungswerken erhalten, so dass dieses Werk eine besondere Stellung einnimmt.

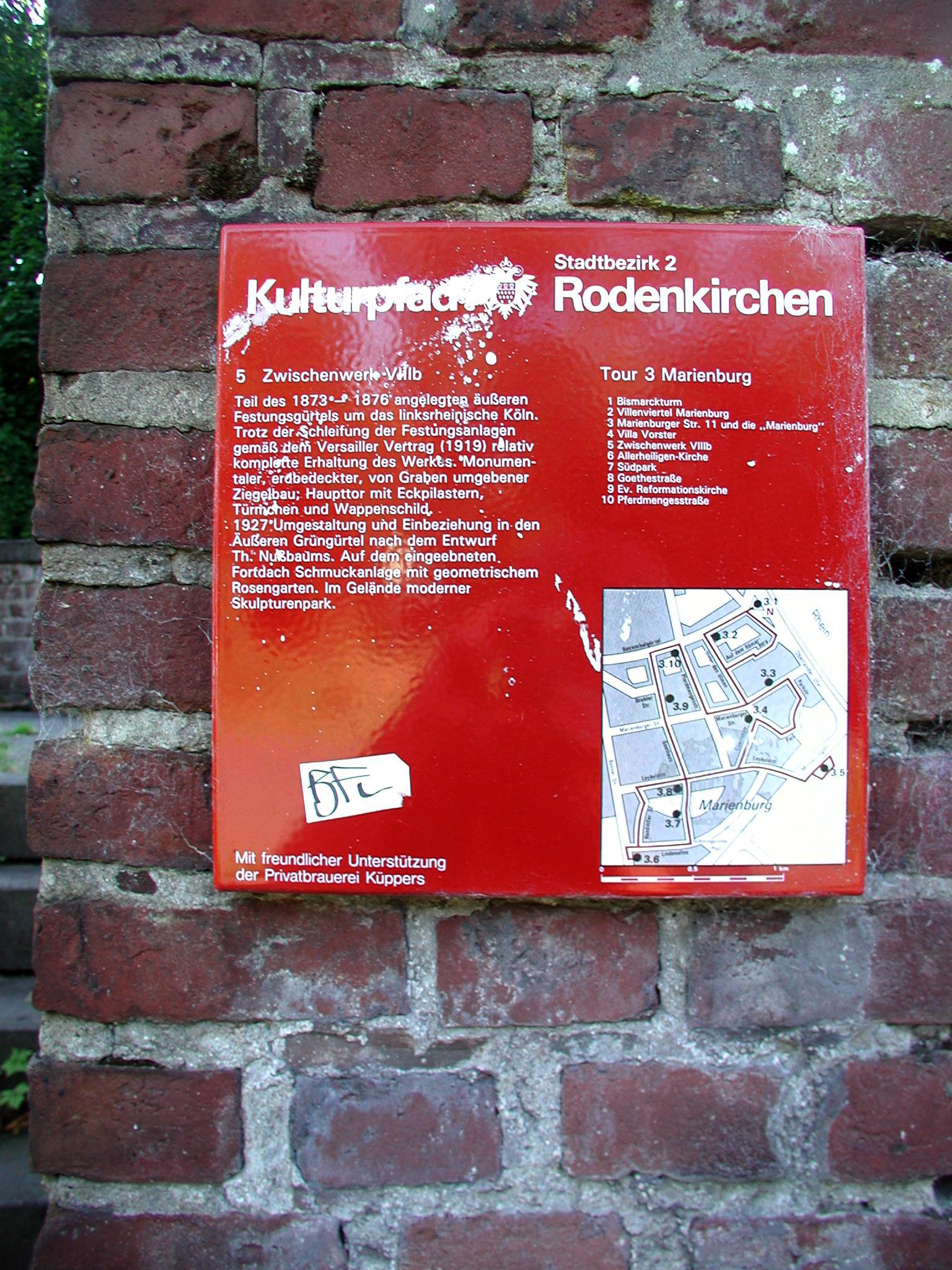
Zwischenwerk VIII b, Infotafel
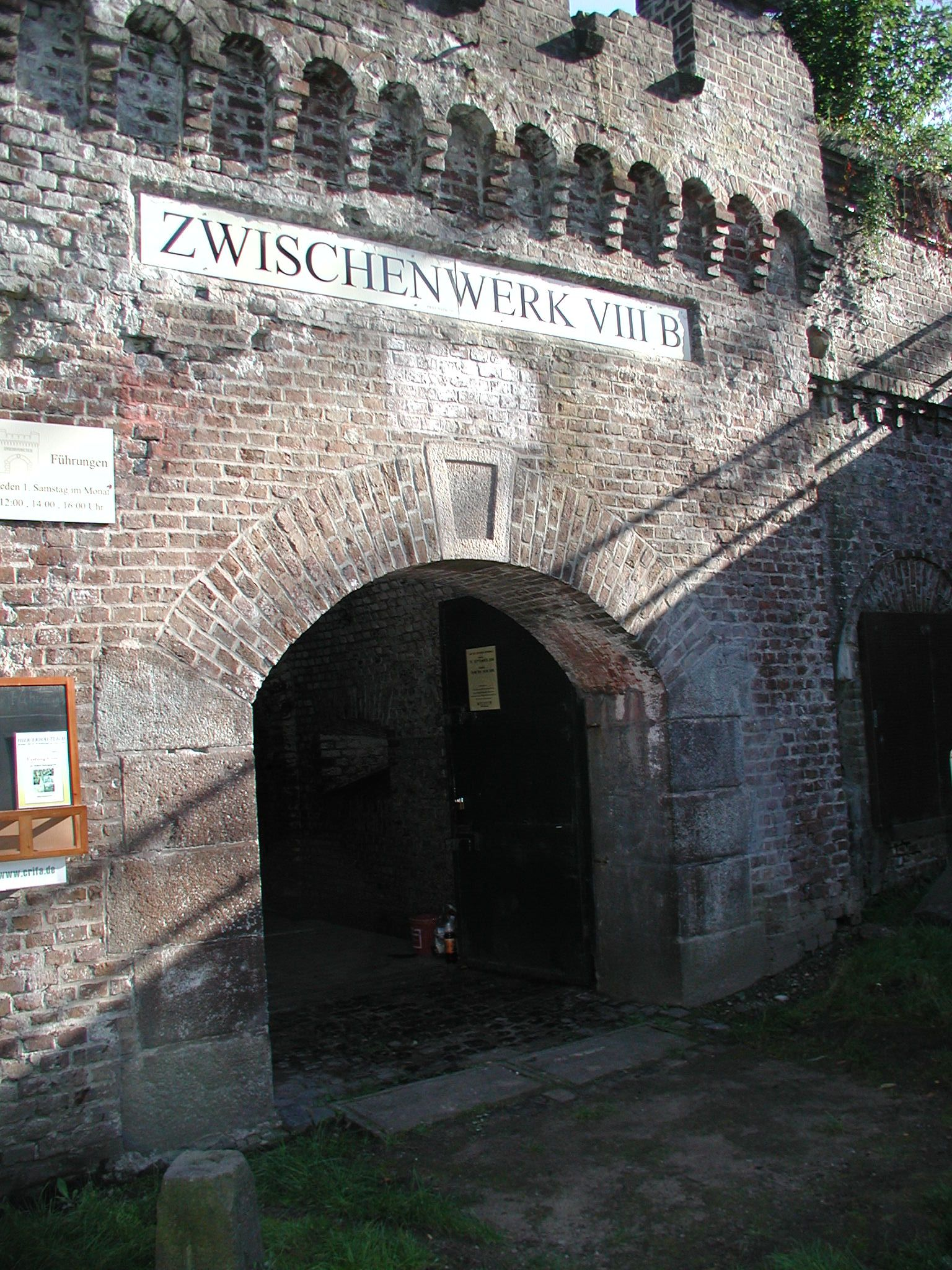
Portal
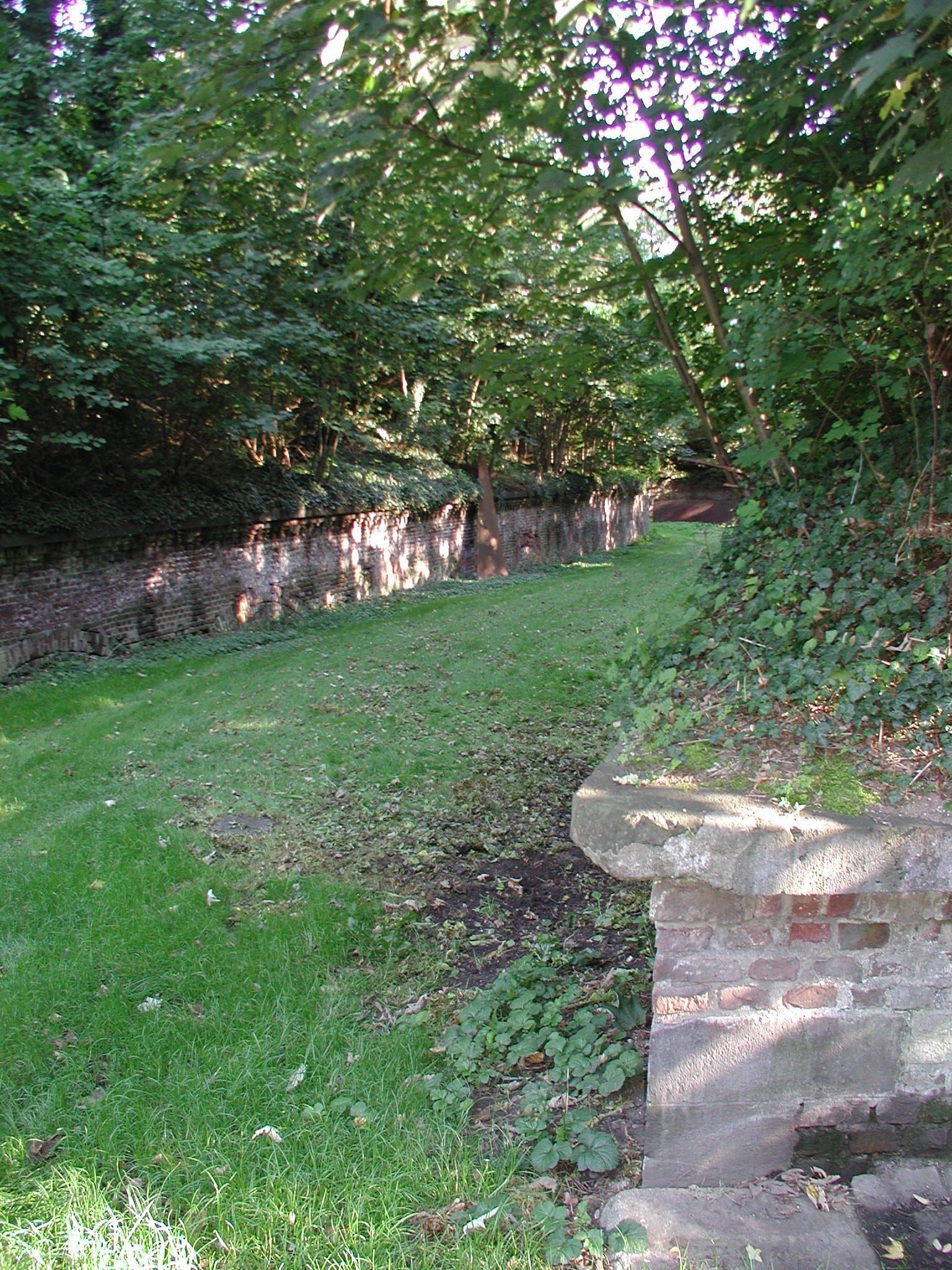
Umgebender Wallgraben
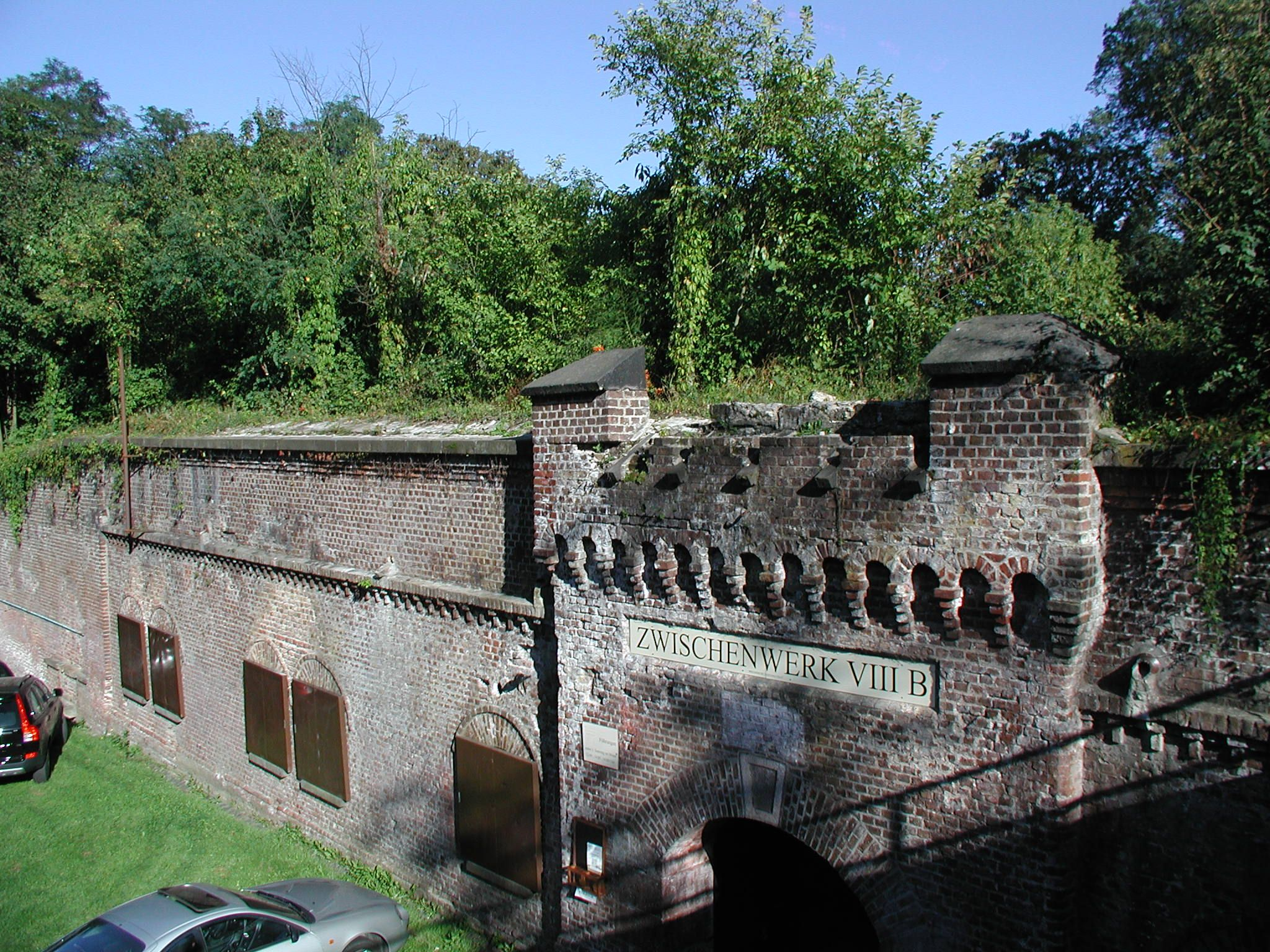
Blick von der Kaponniere
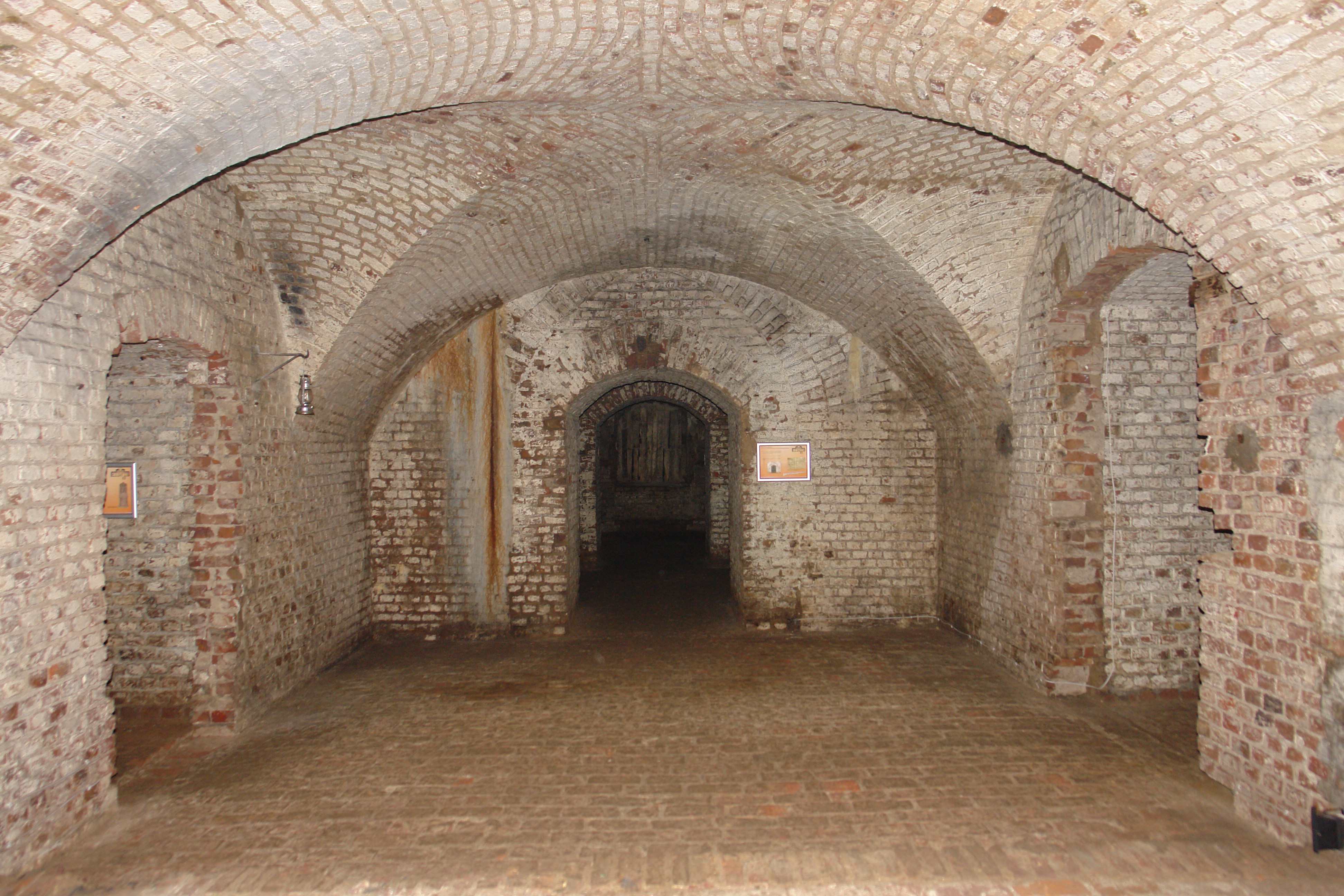
Mannschaftsraum mit angeschlossener Kaponniere
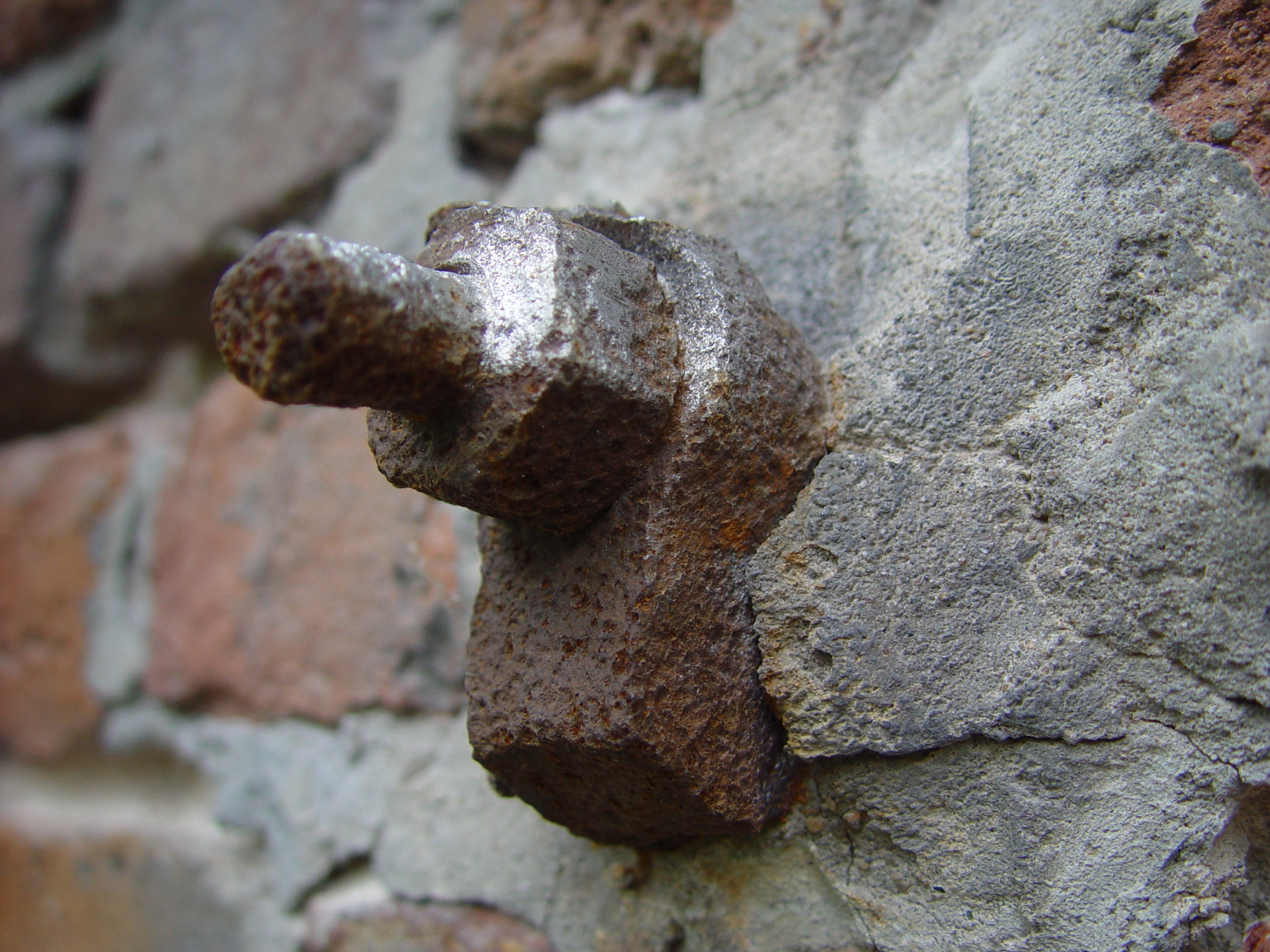
Detailaufnahme eines Befestigungsbolzens des ehem. Hindernisgitters auf der Kontereskarpe

## Skulpturenpark (Skulptur am Fort)
Auf dem „Dach“ und in der Grabenanlage des Zwischenwerkes entstand 1985 durch den Kunstraum Fuhrwerkswaage ein Skulpturenpark. Bei den ursprünglich acht Skulpturen kamen überwiegend die Werkstoffe Stahl, Beton und Erde zum Einsatz. Heute sind noch sieben der Skulpturen folgender Künstler im Außengelände ausgestellt:
Ansgar Nierhoff, Alfred Karner, Edgar Gutbub, Heinz-Günter Prager, Werner Rückemann, Lutz Fritsch und Jochen Heufelder.

## Außenstellen
Vom Träger des Museums, dem Institut für Festungsarchitektur, werden seit 2006, 2007 und 2009 drei Außenstellen betrieben:
- Fort VI „Deckstein“ in  Köln-Lindenthal (Führungen nur auf Anfrage)
- Winkelturm in Köln-Niehl (Führungen auf Anfrage am dritten Samstag im Monat 14 Uhr[4])
- Röhrenbunker Oberlandesgericht Köln (Führungen jeden ersten Sonntag im Monat 14–16 Uhr)

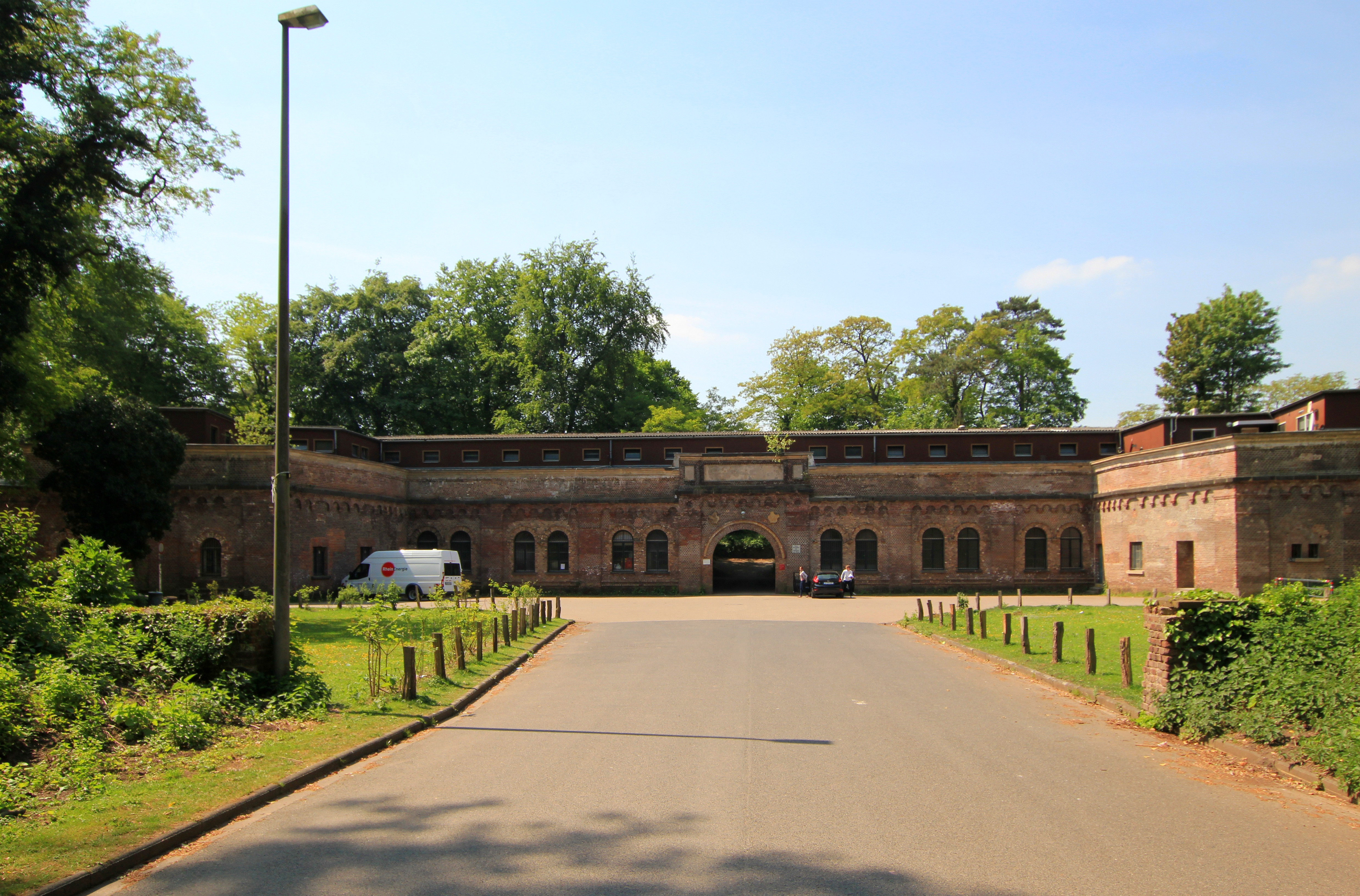
Fort VI „Deckstein“ in  Köln-Lindenthal
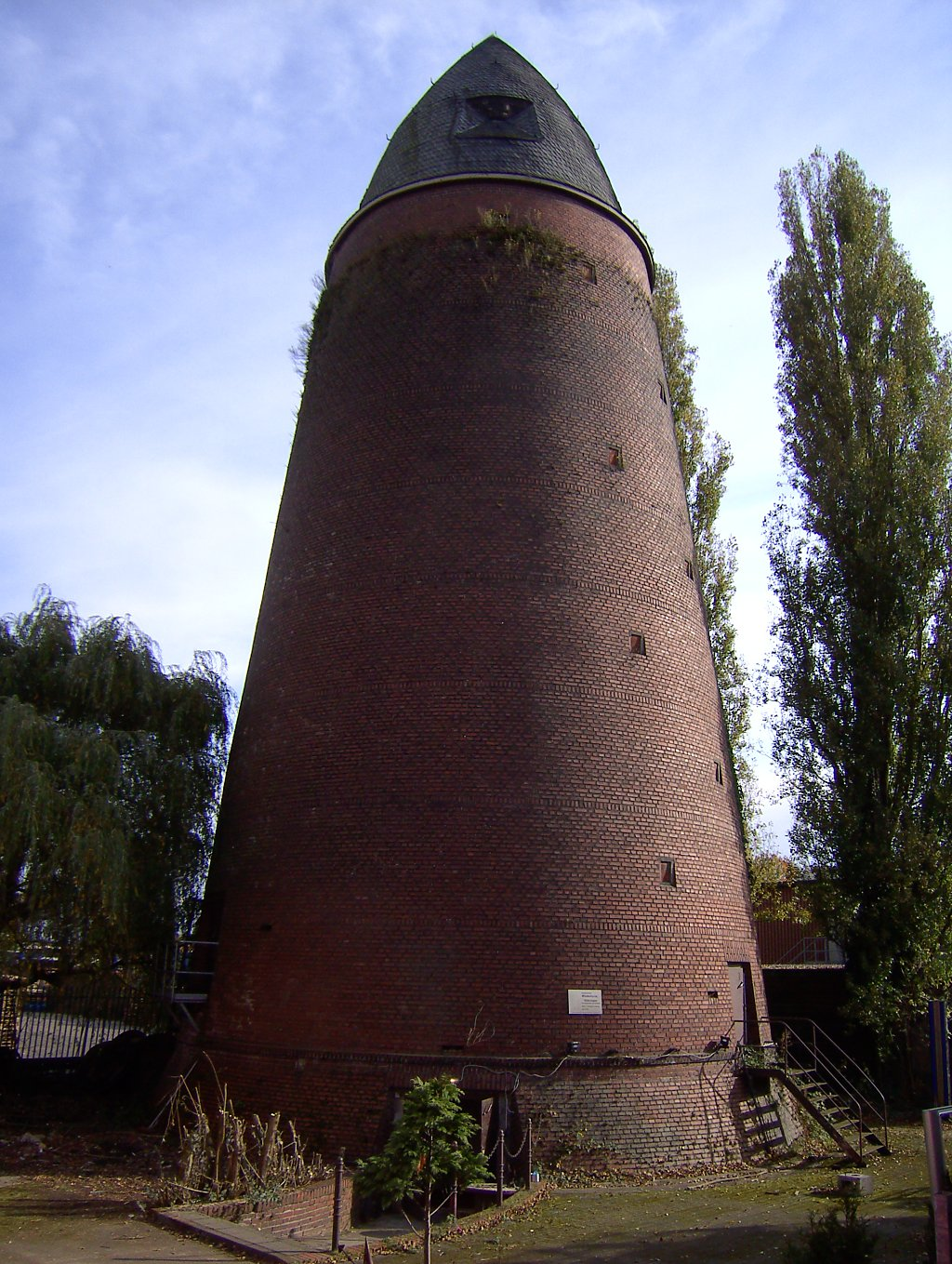
Außenstelle Winkelturm in Köln-Niehl
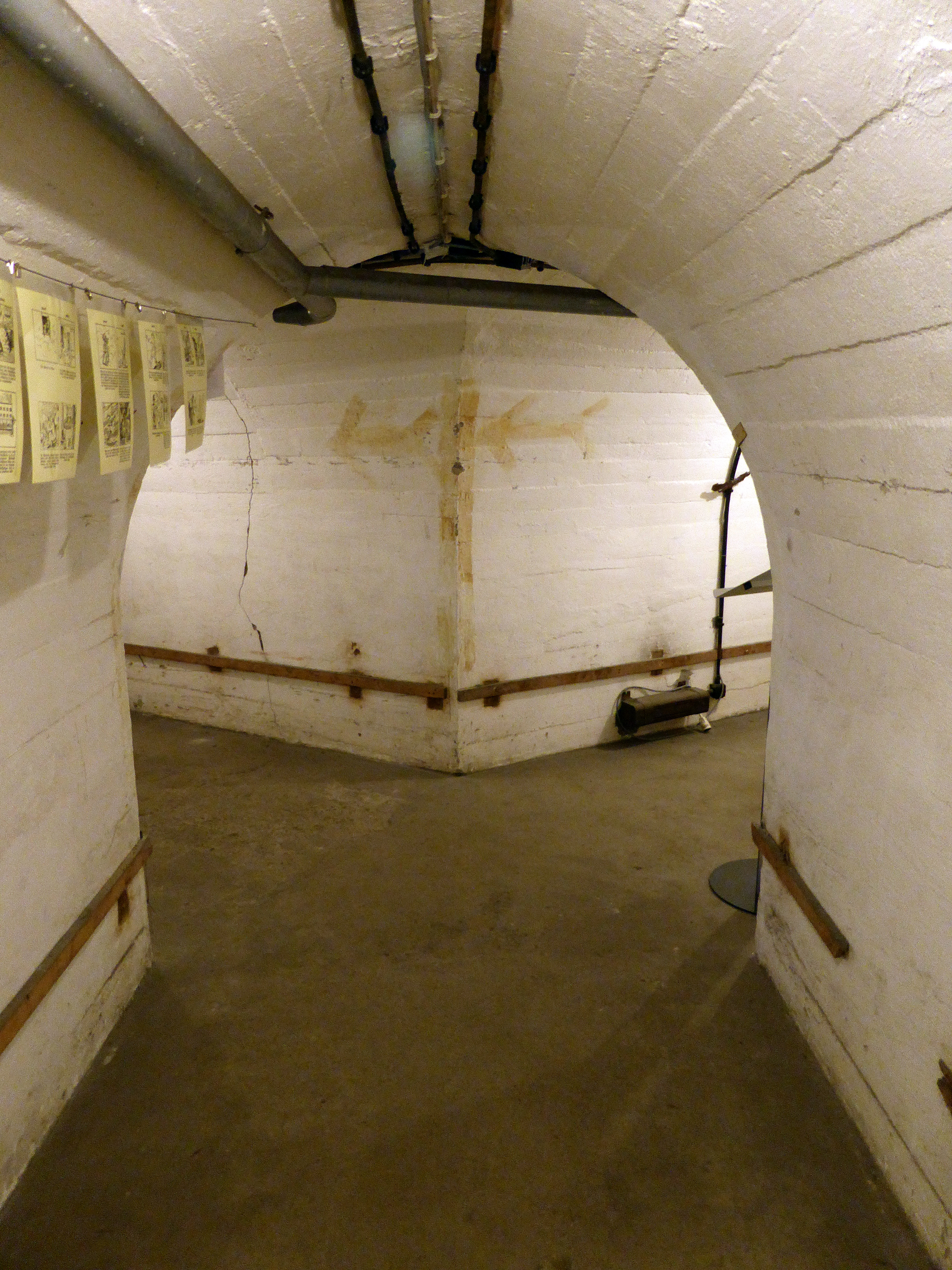
Röhrenbunker Oberlandesgericht Köln

## Medien
- Rheinhard Zeese: 1900 Jahre befestigtes Köln, CD, LEB – Brühl, 2006